# Ectropis similaria
Parectropis similaria là một loài bướm đêm trong họ Geometridae.

## Hình ảnh

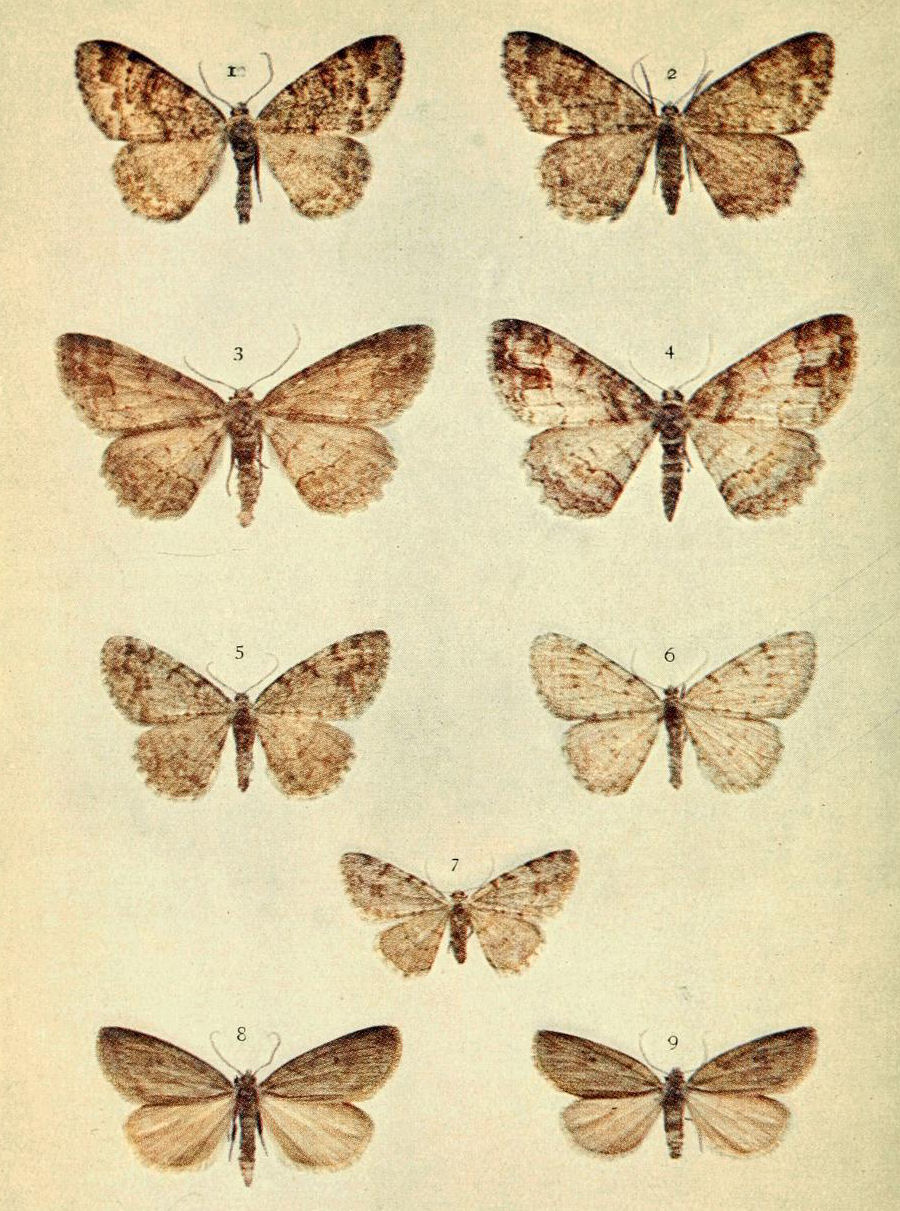